# Klasifikace průmyslových odvětví
Klasifikace průmyslových odvětví nebo průmyslová taxonomie je druh ekonomické taxonomie, která organizuje společnosti do průmyslových seskupení na základě podobných výrobních procesů, podobných produktů nebo podobného chování na finančních trzích. Slovem taxonomie se zde rozumí výsledek procesu kategorizace neboli třídění. 
Státní i mezinárodní statistické agentury tyto číselníky často používají k porovnání ekonomických podmínek. Analytici cenných papírů je také používají k pochopení vlivů působících na skupiny společností, k porovnávání výkonnosti společnosti s jejími konkurenty a k vytváření specializovaných nebo diverzifikovaných portfolií.

## Třídění na sektory
Na nejvyšší úrovni je průmysl často vnímán jako sekundární sektor podle známého třídění do sektorů:
- primární – těžba surovin,
- sekundární – zpracování získaných surovin a
- terciární – služby.

Ekonomické subjekty také mohou být rozděleny podle vlastnictví na:
- Veřejný sektor, také státní sektor – veřejné služby a činnosti ke zvýšení majetku státu
- Soukromý sektor – firma slouží soukromým osobám či skupinám k získání zisku
- Dobrovolný sektor – sociální činnosti prováděné nevládními neziskovými organizacemi, rozvoj občanské společnosti.

Pod sektory může být podrobnější klasifikace. Obvykle se průmyslová odvětví dále dělí podle podobných funkcí a trhů (spedice, sociální služby) a identifikují se podniky vyrábějící související produkty. Odvětví lze také přímo identifikovat podle výrobků, jako například: stavebnictví, chemický průmysl, ropný průmysl, automobilový průmysl, energetika, masný průmysl, hotelnictví, potravinářský průmysl, rybolov, produkce software, zábavní průmysl.
Tržní klasifikace jako je Globální standard pro průmyslovou klasifikaci a Benchmark pro průmyslovou klasifikaci, se používají ve financích a průzkumech trhu.

## Seznam klasifikací průmyslových odvětví
Používá se celá řada taxonomií, sponzorovaných různými organizacemi a na základě různých kritérií.
Náhrada OKEČ: Český statistický úřad podle § 19 odst. 2 zákona č. 89/1995 Sb., o státní statistické službě, ve znění pozdějších předpisů, zavedl od 1. ledna 2008 novou Klasifikaci ekonomických činností (CZ-NACE).
| Zkratka | Celý název                                                                          | Sponzor               | Úrovně uzlů, příklad  | Platnost od-do |
| ------- | ----------------------------------------------------------------------------------- | --------------------- | --------------------- | -------------- |
| ISIC    | Mezinárodní standardní průmyslová klasifikace všech ekonomických činností           | UNSC (OSN)            | 4 čísla 21/88/238/419 | 1948           |
| NACE    | Statistická klasifikace ekonomických činností v Evropském společenství, viz CZ-NACE | Evropské společenství | 6 číslic              | 1970           |
| UNSPSC  | Kód OSN pro standardní výrobky a služby                                             | unspc.org (OSN)       | 8 číslic              | 1998           |
| JKONH   | Jednotná klasifikace odvětví národního hospodářství                                 | Československo        |                       | do 1993        |
| OKEČ    | Odvětvová klasifikace ekonomických činností                                         | Česko                 |                       | 1994–2007      |